# Nowy Sielec
Nowy Sielec – wieś w Polsce położona w województwie wielkopolskim, w powiecie rawickim, w gminie Jutrosin.
W okresie Wielkiego Księstwa Poznańskiego (1815–1848) miejscowość wzmiankowana jako Sielec należała do wsi większych w ówczesnym pruskim powiecie Kröben (krobskim) w rejencji poznańskiej. Sielec należał do okręgu jutroszyńskiego tego powiatu i stanowił odrębny majątek, którego właścicielem był wówczas (1846) Potulicki. Według spisu urzędowego z 1837 roku wieś liczyła 299 mieszkańców, którzy zamieszkiwali 27 dymów (domostw). W skład majątku Sielec wchodziły także wsie: Rogożewo i Pawłowo.
W latach 1975–1998 miejscowość administracyjnie należała do województwa leszczyńskiego.